# Archivos de Gibraltar
Los Archivos de Gibraltar (en inglés: Gibraltar Archives) es un departamento del Gobierno de Gibraltar bajo la responsabilidad del Ministerio de Deportes, Cultura, Patrimonio y Juventud. 
El Archivo de Gibraltar se estableció en 1969 tras la primera constitución de Gibraltar. La institución es responsable no sólo de la recopilación y conservación de los documentos públicos, sino también de facilitar el acceso a los registros que pueden ser liberados al público y para los investigadores académicos en los casos en que los registros sean accesibles. 
Además de los registros públicos, los registros históricos de los siglos XVIII, XIX y XX también son albergados en los Archivos de Gibraltar. Estos registros fueron donados por los órganos e instituciones que han participado en algún modo en la administración de Gibraltar.